# Strauzia intermedia
Strauzia intermedia är en tvåvingeart som först beskrevs av Friedrich Hermann Loew 1873.  Strauzia intermedia ingår i släktet Strauzia och familjen borrflugor. Inga underarter finns listade i Catalogue of Life.